# Phanaeus demon
A Phanaeus demon a rovarok (Insecta) osztályának bogarak (Coleoptera) rendjébe, ezen belül a mindenevő bogarak (Polyphaga) alrendjébe és a ganajtúrófélék (Scarabaeidae) családjába tartozó faj.

## Előfordulása
A Phanaeus demon előfordulási területe Mexikó és Közép-Amerika más térségei. A bozótos félsivatagokban és a nyíltabb lombhullató erdőkben egyaránt megtalálható. 900 méteres tengerszint feletti magasságig hatol fel.

## Alfajai
- Phanaeus demon demon Castelnau, 1840 - szinonimája: Phanaeus damon Harold, 1863
- Phanaeus demon excelsus Bates, 1887
- Phanaeus demon obliquans Bates, 1887

## Megjelenése
Ennek a bogárnak a hossza 10-21 milliméter között mozog. Színezetben igen változatos faj; a főbb színek azonban a zöld és a rézvörös, melyek a napfényen aranysárgásan, illetve zöldesen csilloghatnak. A nőstény kisebb a hímnél. A fején az orrszarvúhoz hasonlóan van egy szarvszerű képződménye, mely a végénél hátrahajlik. A szárnyfedőin nagyon apró bemélyedések vannak.

## Életmódja
Az imágó ürülékkel táplálkozik.

## Képek

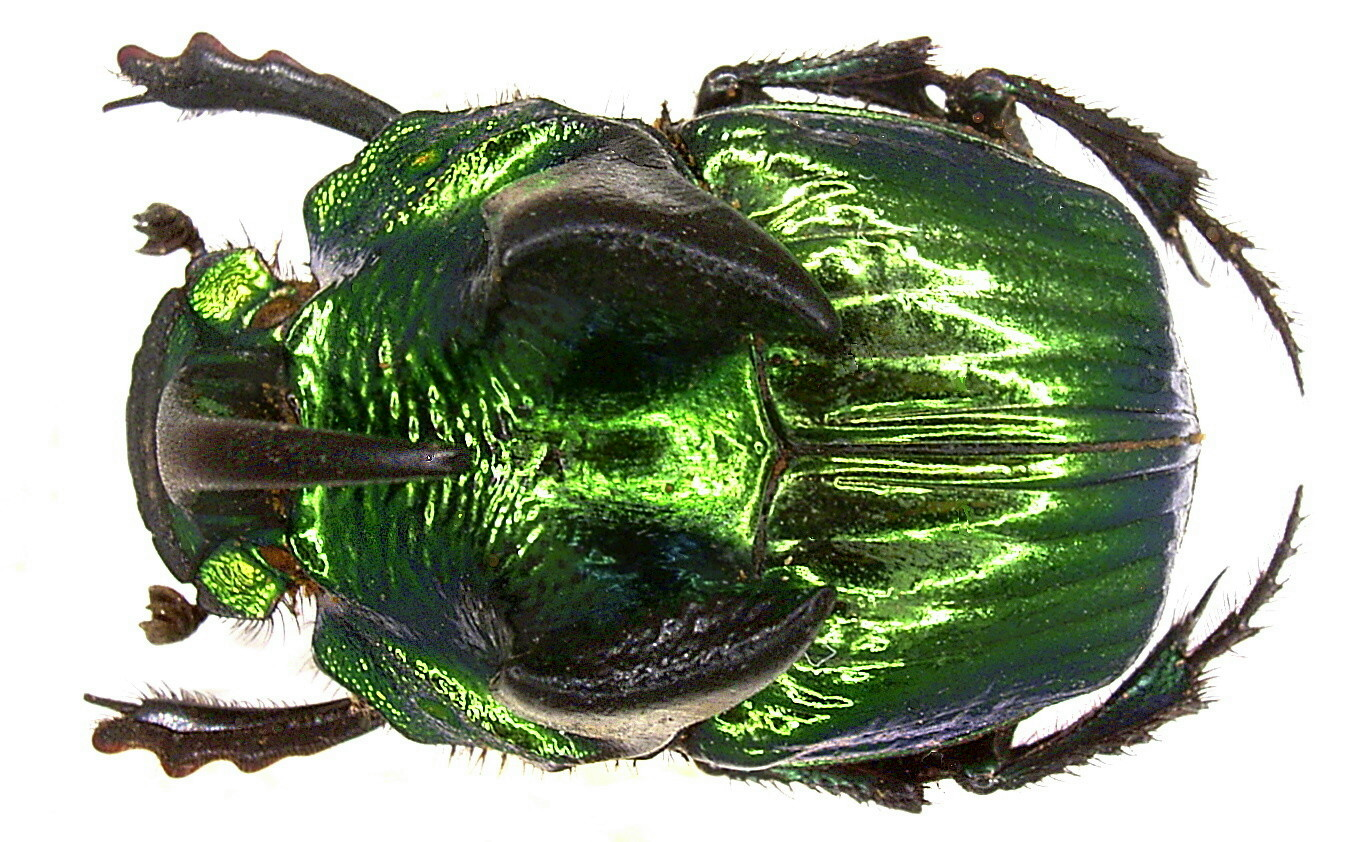
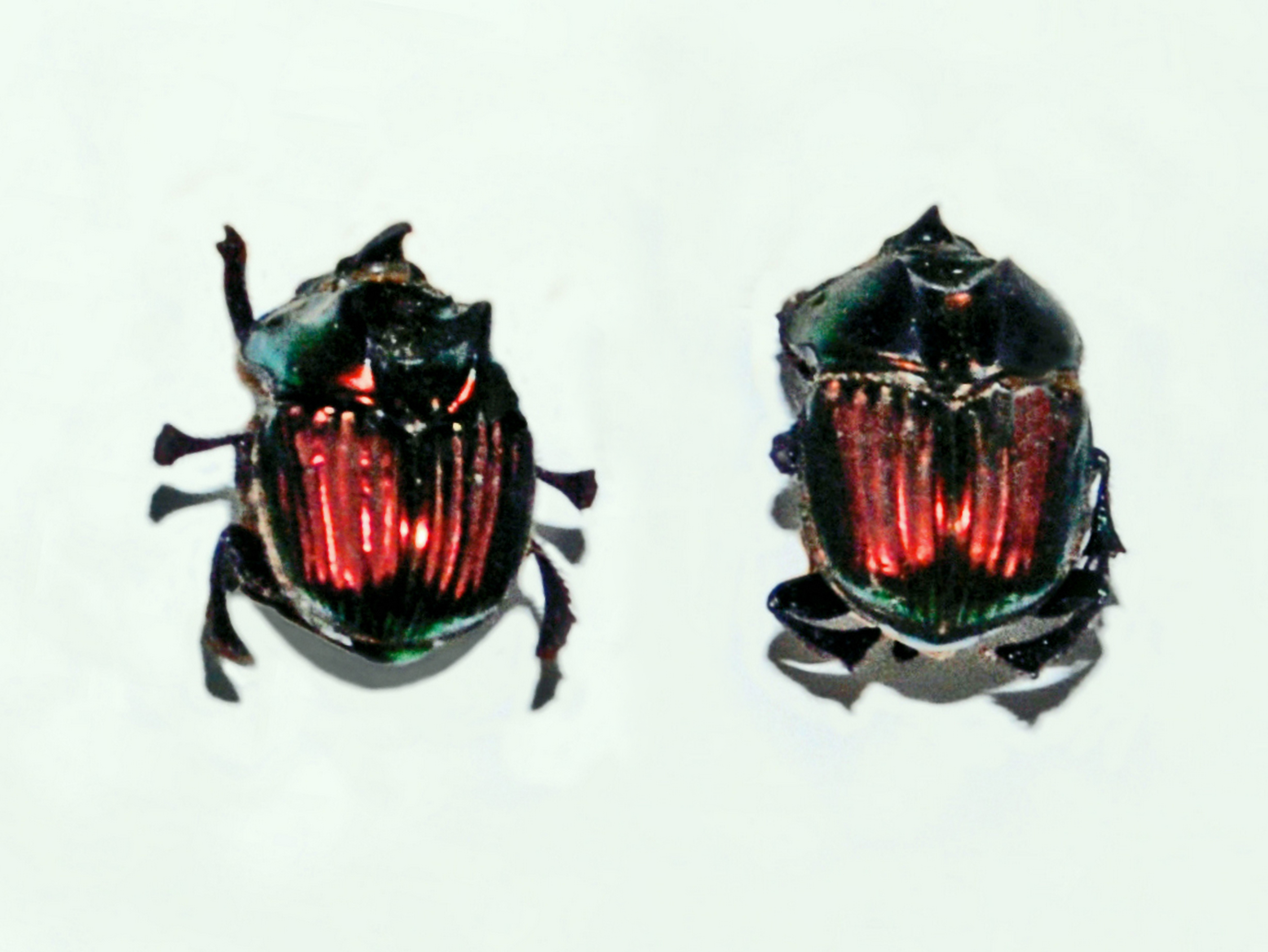
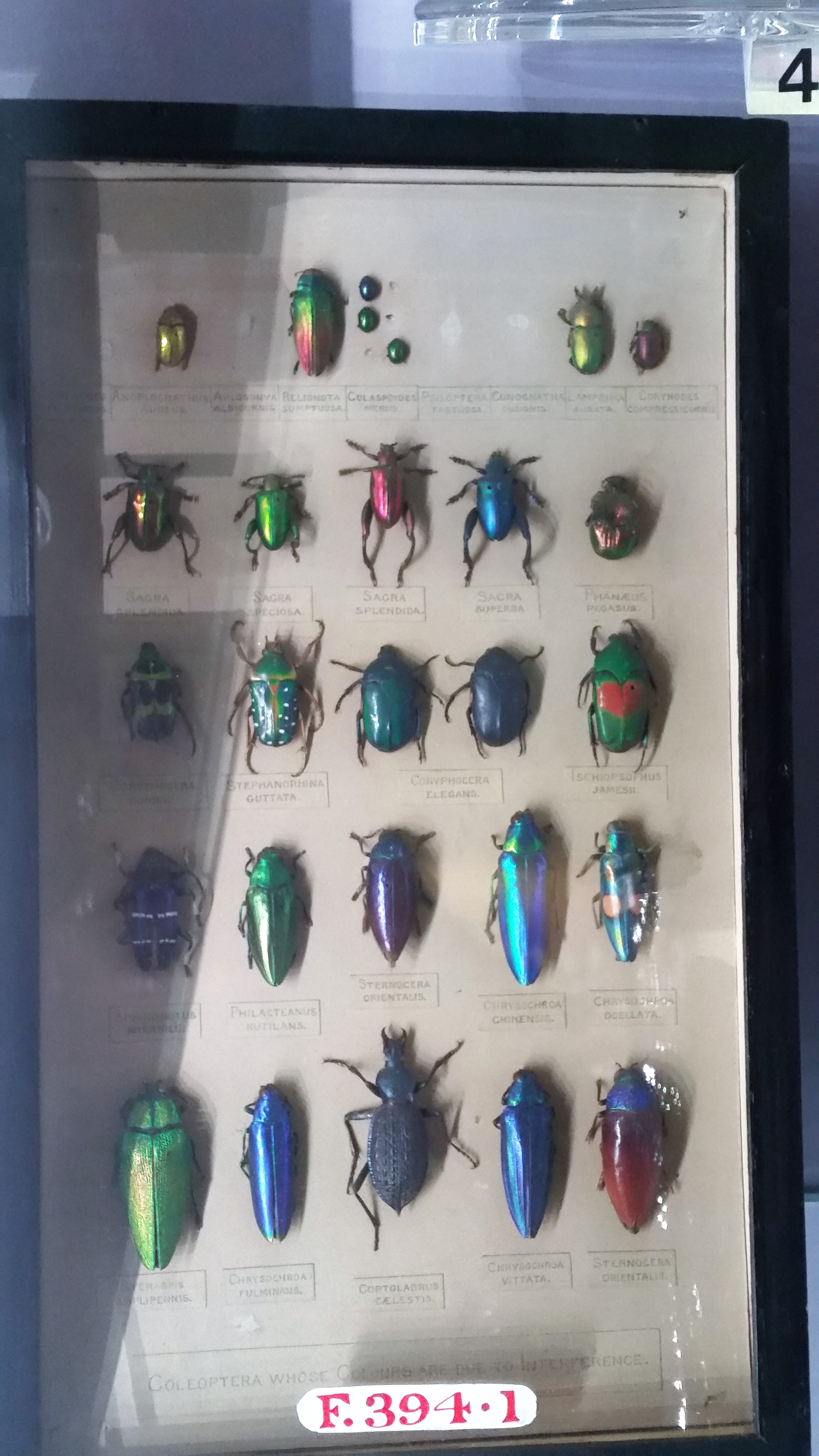
Fentről a második sorban az utolsó

### Fordítás
- Ez a szócikk részben vagy egészben  a   Phanaeus demon című angol Wikipédia-szócikk ezen változatának fordításán alapul.  Az eredeti cikk szerkesztőit annak laptörténete sorolja fel. Ez a jelzés csupán a megfogalmazás eredetét és a szerzői jogokat jelzi, nem szolgál a cikkben szereplő információk forrásmegjelöléseként.